# Yoshio Koide
Yoshio Koide (小出 義夫, Koide Yoshio, nascut el 16 de maig de 1942 a Kanazawa, Ishikawa) és un físic teòric japonès especialitzat en física de partícules. Koide és famós per la seva epònima Fórmula de Koide, la qual molts físics creuen que té una gran importància mentre d'altres creuen que és una mera coincidència matemàtica.

## Biografia
Koide va obtenir el 1967 un batxiller en físiques i un mestratge en teoria elemental de física de partícules de la Universitat de Kanazawa. El 1970, va rebre el seu Doctorat en Ciència a la Universitat d'Hiroshima amb la tesi “Problema de dos cossos lligats en les partícules Dirac”. Després de treballar com a investigador postdoctoral en el departament de física de la Universitat d'Hiroshima i després al departament de matemàtiques aplicades de la Universitat d'Osaka, esdevingué, de 1972 a 1973, un Conferenciant en l'Escola de Ciència i Enginyeria, a la Universitat de Kinki, Osaka. Koide va ser Professor ajudant (1973-1977) i Professor associat (1977-1987) d'Educació General, a la universitat de dones de Shizuoka. Des d'abril del 1987 a març de 2007 va ser professor de física a la Universitat de Shizuoka, i després es va retirar com a professor emèrit. El 1986 va ser un professor visitant a la Universitat de Maryland i el 2002 un investigador visitant al CERN. Koide va ser des d'abril del 2007 a març del 2009, un professor convidat a l'Institut de Recerca per Educació i Pràctica elevada, a la Universitat d'Osaka, llavors des d'abril del 2009 a març del 2011 va ser un professor convidat i des d'abril del 2011 un investigador convidat a la Universitat d'Osaka, i des de l'abril del 2010 un professor, al Departament de l'Institut de Maskawa, de la Universitat Kyoto Sangyo, a Kyoto.
En el model compost de mesons, la tesi de Koide va demostrar que una massa {\displaystyle m} d'una partícula composta que consisteix en les masses de resta {\displaystyle m_{1},m_{2}} no poden ser més lleugeres que {\displaystyle {\frac {1}{2}}(m_{1}+m_{2})} excepte el cas {\displaystyle m_{1}=m_{2}} quan JP no és = 0-. Això va oferir un problema sever pel model de quark. (El treball de Koide es va realitzar abans de l'establiment de la QCD.)
Katuya i Koide van pronosticar que els temps de vida de D± i D0 haurien de ser considerablement diferents del que eren en aquell temps l'anticipació convencional tau(D±)= tau(D0). La seva predicció d'aquests temps de vida van ser les primeres en el món previ a l'observació experimental.
Va publicar la famosa fórmula de Koide el 1982 amb una presentació diferent el 1983.
Al principi, la fórmula de massa leptònica cargada proposada per Koide estava basada en un model compost de quarks i leptons. En un paper del 1990, des del punt de vista que els leptons cargats són elementals, introduint un bosó escalar amb (octet + sinet) d'una simetria familiar U(3), Koide va rederivar la fórmula de massa de leptó cargada des de condicions minimitzants pel potencial escalar.
El 2009, va relacionar la matriu de barreja de neutrins amb la matriu de masses de quark.